# Ostrovačice
Ostrovačice är en köping i Tjeckien.   Den ligger i distriktet Okres Brno-Venkov och regionen Södra Mähren, i den sydöstra delen av landet, 170 km sydost om huvudstaden Prag. Ostrovačice ligger 333 meter över havet och antalet invånare är 587.
Terrängen runt Ostrovačice är platt åt sydväst, men åt nordost är den kuperad.Runt Ostrovačice är det ganska tätbefolkat, med 65 invånare per kvadratkilometer. Närmaste större samhälle är Brno, 14,5 km öster om Ostrovačice. I omgivningarna runt Ostrovačice växer i huvudsak blandskog.